# Musée d'Arts de Nantes
Het Musée d'Arts in de Franse stad Nantes, tot 2017 genaamd Musée des Beaux-Arts de Nantes, is een museum over kunst van de 13e eeuw tot heden. In 2018 kreeg het meer dan 400.000 bezoekers over de vloer.

## Geschiedenis
Napoleon Bonaparte creëerde in 1801 door het Besluit Chaptal vijftien musea om de uitpuilende collectie van het Louvre geografisch te spreiden. Nantes kreeg een kavel van 43 werken toegewezen dat een panorama van de kunstgeschiedenis moest bieden. Het stadsbestuur gaf in 1810 een belangrijke impuls door de verzameling van de broers Pierre en François Cacault aan te kopen, die meer dan duizend schilderijen en 64 sculpturen omvatte. Voor de publieksopening was het nog wachten tot 1830, toen de oude Halle aux toiles als museum werd ingericht. In 1891 werd een wedstrijd uitgeschreven voor een nieuw gebouw. Het winnende ontwerp van Clément Josso voorzag in twee verdiepingen rond een met glas overdekte binnenplaats. Dit gebouw in beaux-artsstijl is sinds 1975 beschermd. Van 2011 tot 2017 was het gesloten voor renovatie en uitbreiding.

## Galerij

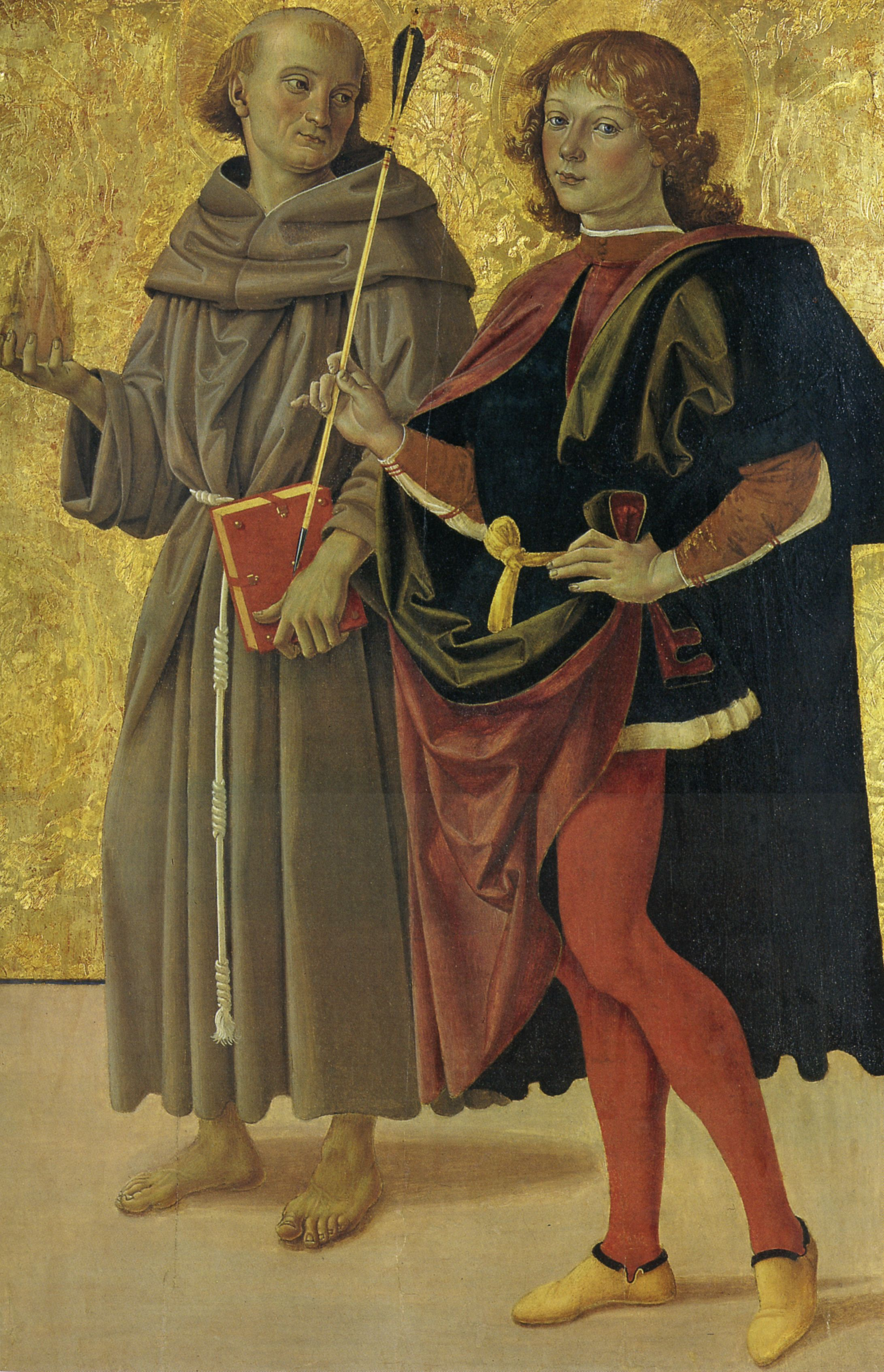
Perugino, De heiligen Antoon en Sebastiaan, ca. 1476-78
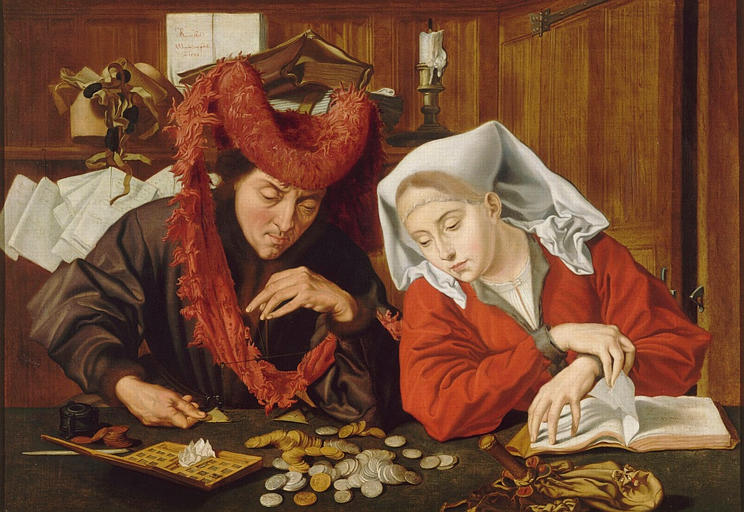
Marinus van Reymerswale, Een geldwisselaar en zijn vrouw, 1538
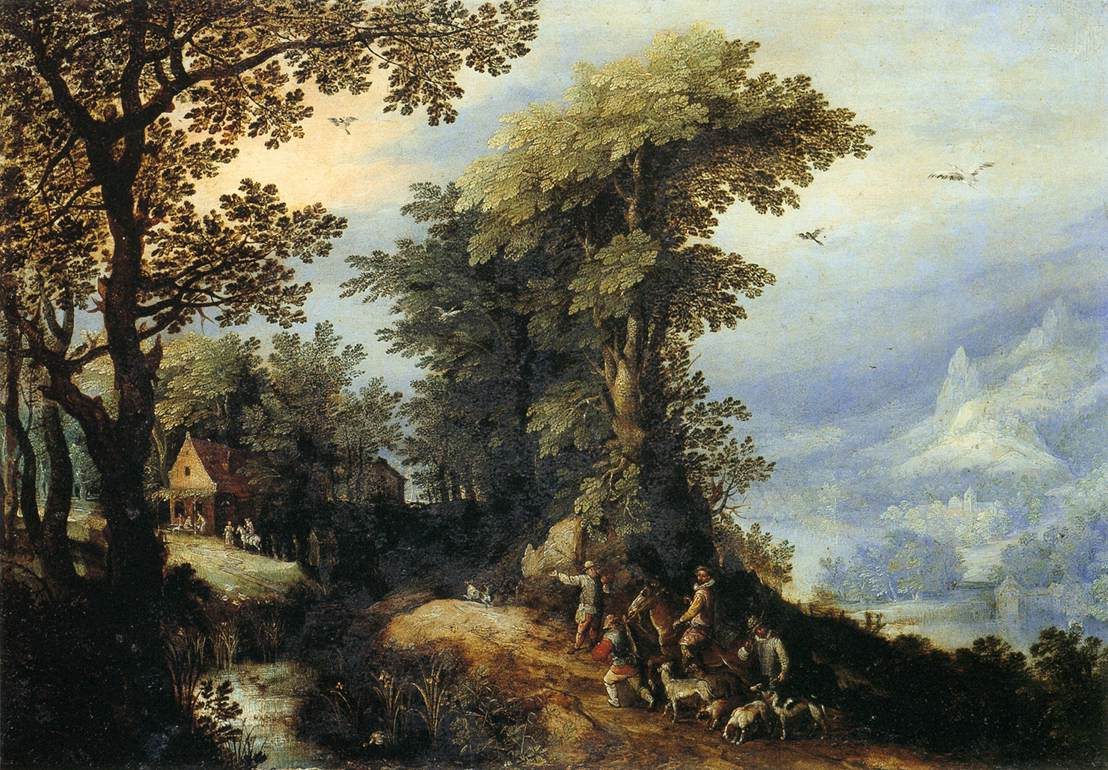
Jan Brueghel, Landschap met jagers, 1594-95
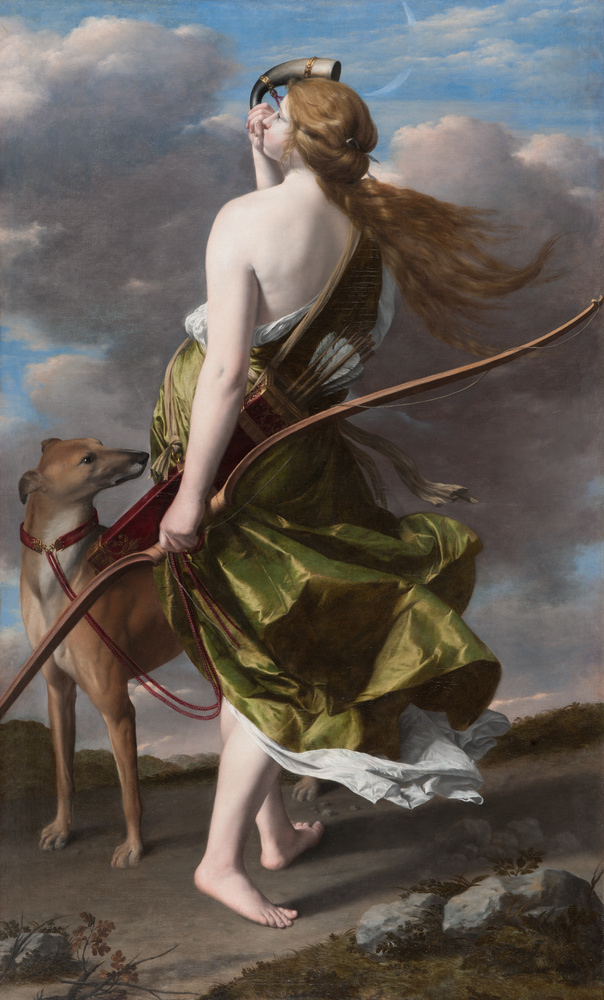
Orazio Gentileschi, Diana op jacht.
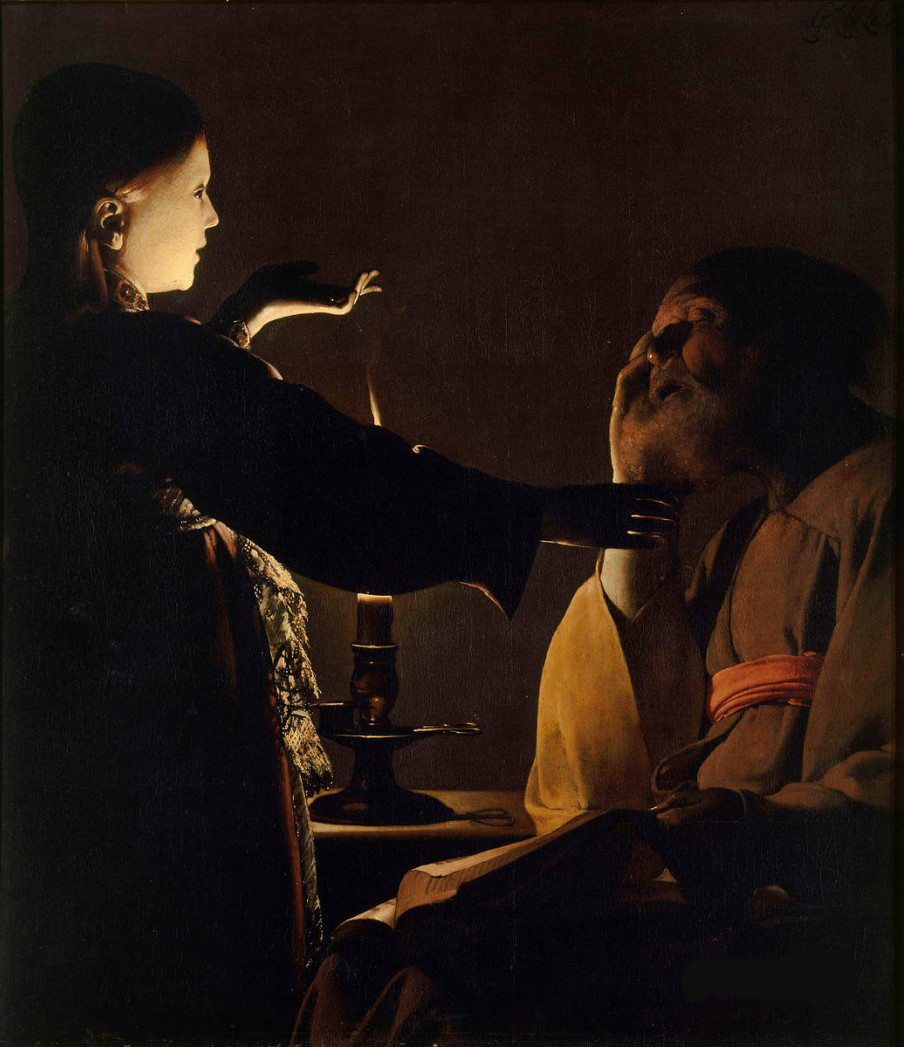
Georges de La Tour, De droom van Jozef, ca. 1628-45
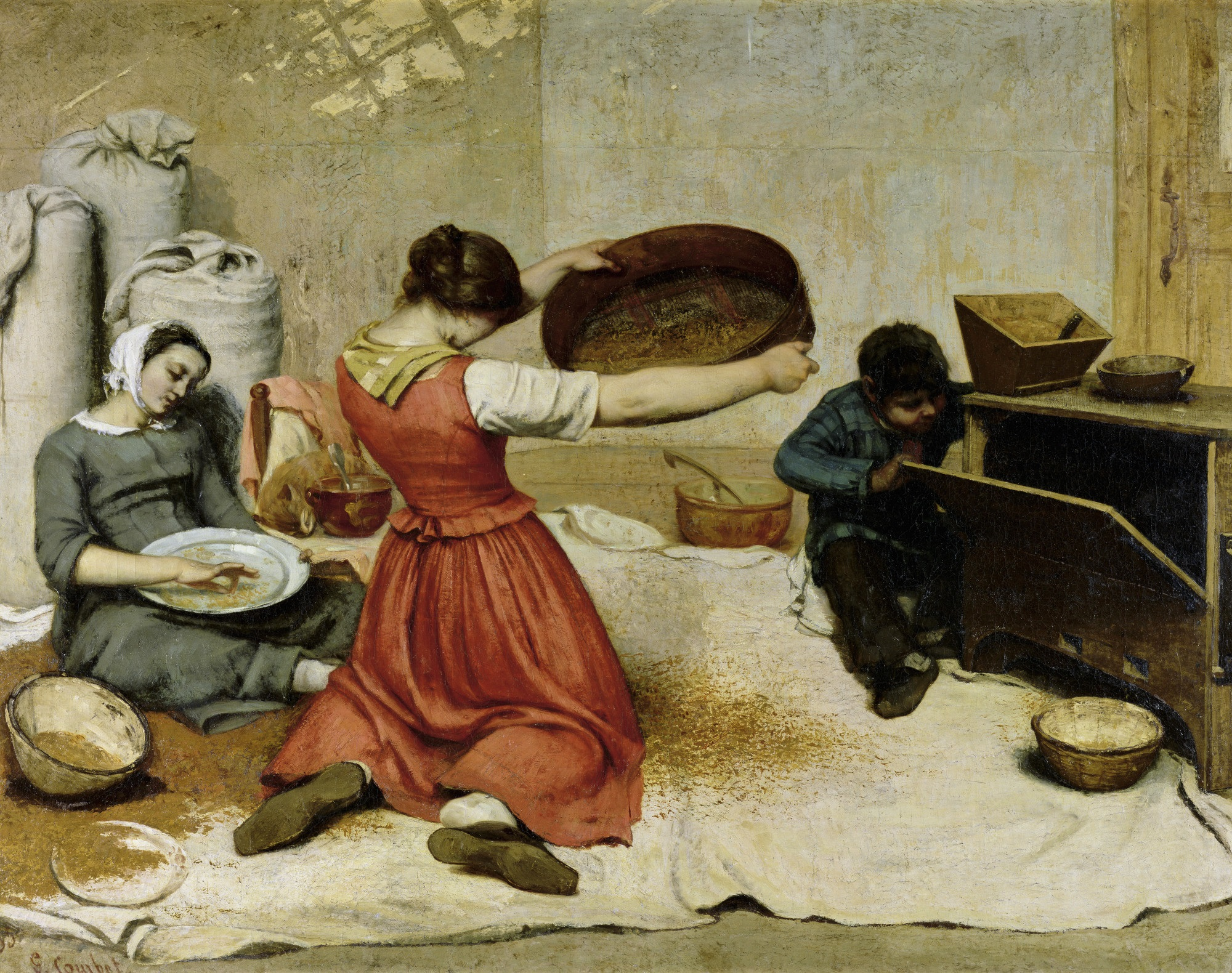
Gustave Courbet, De graanzeefsters, 1854
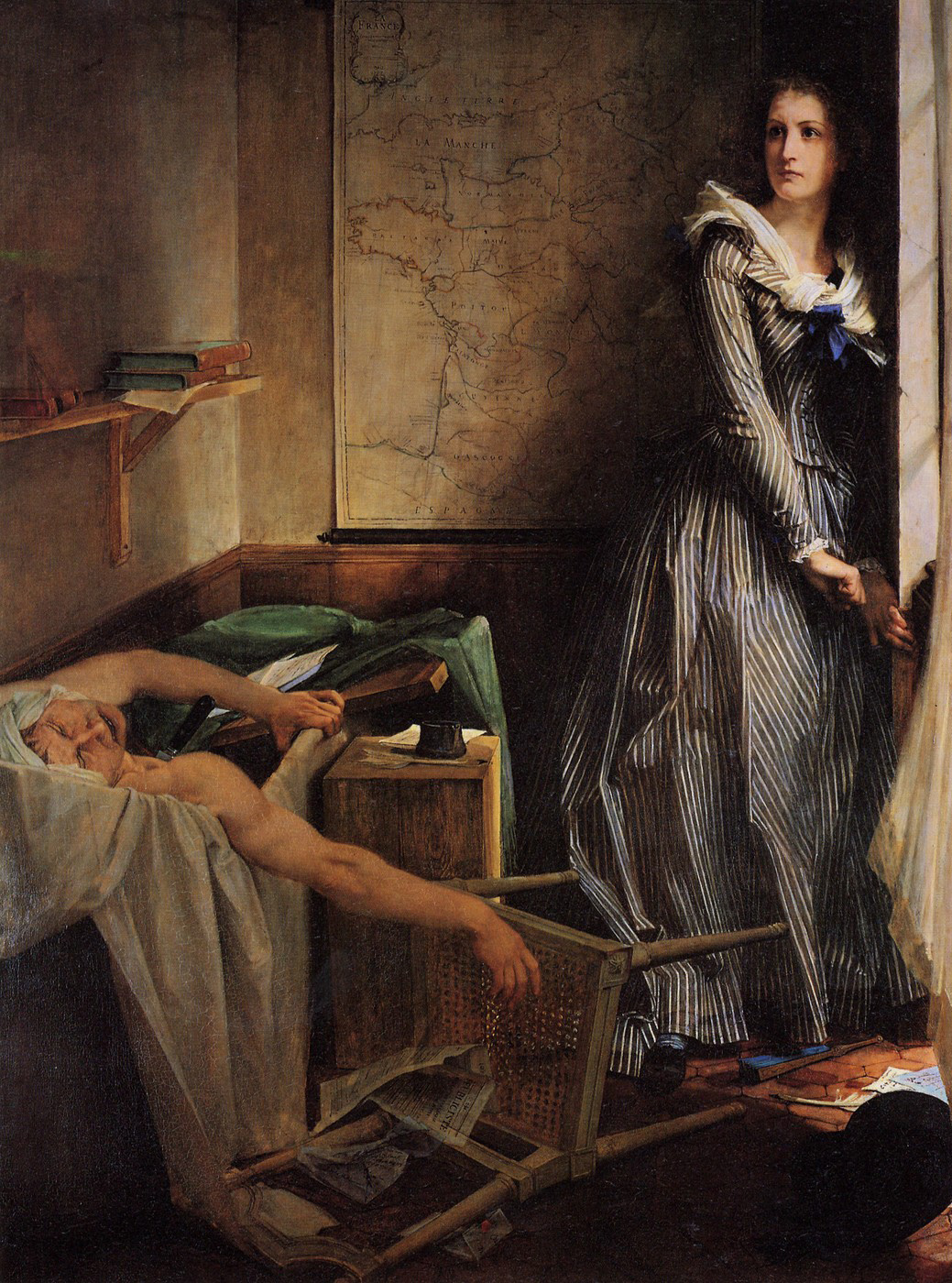
Baudry, Charlotte Corday, 1860 (De dood van Marat 90° gedraaid)
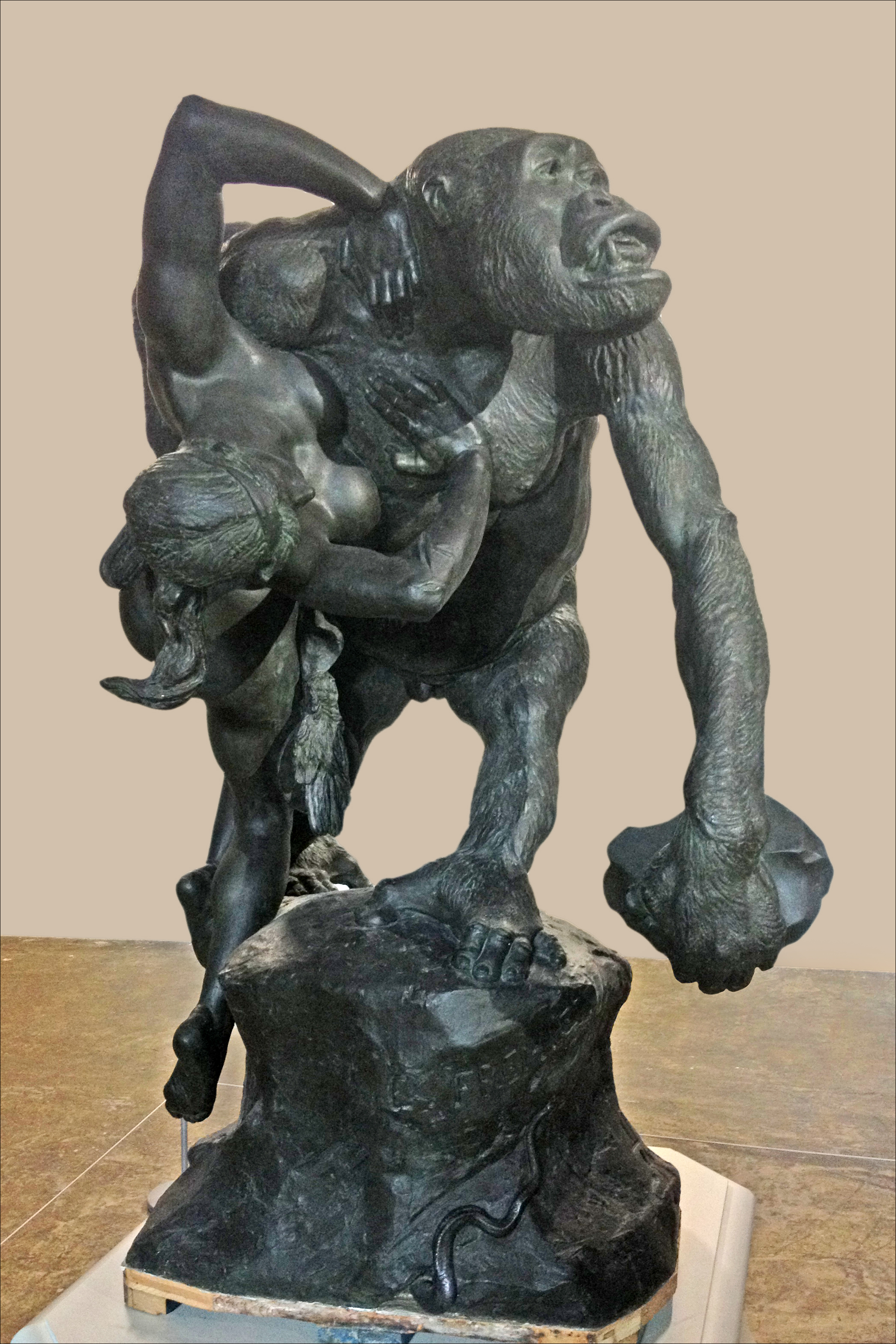
Emmanuel Frémiet, Gorilla ontvoert vrouw, 1887

## Collectie
Een focus van de collectie ligt op het Italiaanse Trecento, met onder meer Bernardo Daddi. De Florentijnse en de Siënese school zijn goed vertegenwoordigd, met voor het Quattrocento werken van Bicci di Lorenzo, Cosimo Tura, Andrea Solari, Giovan Battista Moroni en Perugino.
De 17e eeuw biedt stillevens en landschappen van Italiaanse schilders als Guido Reni, Luca Giordano, Giuseppe Recco, Giovanni Benedetto Castiglione, Orazio Gentileschi. Er zijn ook Franse werken zoals de nachtstukken van Georges de la Tour. De Nederlandse schilderkunst wordt vertegenwoordigd door meesters als Rubens, Gaspar de Crayer, Matthias Stomer, Gerrit van Honthorst, Hendrik Goltzius, Jan Breughel de Oude, Adam Frans van der Meulen, Peter Lely of Marinus van Reymerswaele. 
Onder de 19e-eeuwse schilderijen is werk van Eugène Delacroix, Henri Rousseau, Jean-Baptiste Camille Corot, Jean-Auguste-Dominique Ingres, Jean-Léon Gérôme, Paul Baudry, naast landschapsschilders zoals Maxime Maufra en Edward Burne-Jones, maar ook James Tissot. 
De moderne kunst van de 20e eeuw is vertegenwoordigd door Raoul Dufy, Robert Delaunay, Paul Signac, Jean Metzinger, Claude Monet, Kees van Dongen, Max Ernst, Wassily Kandinsky, Maurice Denis, Tamara de Lempicka, Jean Tinguely en anderen. 
Er is ook een afdeling hedendaagse kunst met onder meer Maurizio Cattelan, foto's van Gilbert & George, installaties van Christian Boltanski en schilderijen van Gerhard Richter.